# Barlt
Barlt là một đô thị thuộc huyện Dithmarschen, trong bang Schleswig-Holstein, nước Đức. Đô thị Barlt có diện tích 22,88 km², dân số thời điểm 31 tháng 12 năm 2006 là 830 người.